# Бібліотека світової класики
«Бібліотека світової класики» — книжкова серія, яку впродовж 1957—1974 (з перервами у 1964 та 1973) випускало видавництво «Дніпро» (назва видавництва до 1964 — Державне видавництво художньої літератури) в Українській РСР.
На момент припинення виходу серії було видано 52 томи.
У серії видавали твори письменників позарадянських країн 18–20 століть. Окремі твори деяких авторів (Карло Ґольдоні, Алоїса Їрасека, Елізи Ожешко, Августа Стріндберга, Оскара Вайлда, Єнса Петера Якобсена та інших) були вперше видані українською мовою саме у цій серії.
Серед перекладачів творів, що публікували у серії, були Юрій Лісняк, Володимир Самійленко, Микола Іванов, Ольга Сенюк, Ірина Стешенко, Дмитро Паламарчук, Ростислав Доценко та інші. Імена репресованих перекладачів (Валер'яна Підмогильного, Вероніки Гладкої, Вероніки Черняхівської та інших) здебільшого не вказувались.
Перші видання серії містили тільки художні твори. Подальші випуски містили також і супровідні статті про письменників.
Усі книги серії виходили у форматі 84×108/32 (130×200 мм) та мали тверду палітурку.

## Список книг
| Книги                              | Автори                | Твори                                                    | Переклад | Сторінок | Наклад | Рік видання |
| ---------------------------------- | --------------------- | -------------------------------------------------------- | --- | -------- | ------ | ----------- |
| Видання без нумерації (книги 1-45) |                       |                                                          | |          |        |             |
| (1)                                | Лондон Д.             | Білий зуб                                                | переклад з англійської: Гладка В., Корякіна К.                                                                         | 191      | 30000  | 1957        |
| (2)                                | Лондон Д.             | Діти морозу (англ. Children of the Frost)                | переклад з англійської: Гладка В., Корякіна К.                                                                         | 139      | 30000  | 1957        |
| (3)                                | Лондон Д.             | Дочка снігів                                             | переклад з англійської: Рильський І. Т., Грей М.[джерело?] (у виданні не вказані); за редакцією Сенюк О. Д.            | 248      | 30000  | 1957        |
| (4)                                | Лондон Д.             | Міжзоряний мандрівник                                    | переклад з англійської: Гладка В., Корякіна К.[джерело?] (у виданні не вказані); за редакцією Сенюк О. Д.              | 255      | 30000  | 1957        |
| (5)                                | Лондон Д.             | Сила дужого (англ. The Strength of the Strong)           | переклад з англійської: Касьяненко Г. Г.                                                                               | 111      | 30000  | 1957        |
| (6)                                | Мопассан Г.           | Життя                                                    | | 203      | 30000  | 1957        |
| (7)                                | Мопассан Г.           | Любий друг                                               | | 311      | 30000  | 1957        |
| (8)                                | Мопассан Г.           | Монт-Оріоль                                              | переклад з французької: Підмогильний В. Д.; за редакцією Кравченко Н. О.                                               | 220      | 30000  | 1957        |
| (9)                                | Мопассан Г.           | Сильна, як смерть                                        | переклад з французької: Підмогильний В. Д.; за редакцією Жаловського А. Д.                                             | 195      | 30000  | 1957        |
| (10)                               | Веєрт Г.              | Життя і подвиги славетного лицаря Шнапганського          | переклад з німецької: Лазня В. О.                                                                                      | 214      | 15000  | 1958        |
| (11)                               | Лондон Д.             | Морський вовк                                            | переклад з англійської: Лисиченко Д. М.[джерело?] (у виданні не вказаний); за редакцією Харенка М. Ф.                  | 279      | 40000  | 1958        |
| (12)                               | Мопассан Г.           | Наше серце                                               | переклад з французької: Косач-Кривнюк О. П.                                                                            | 164      | 40000  | 1958        |
| (13)                               | Мопассан Г.           | П'єр і Жан                                               | переклад з французької: Дейнар М., Косач-Кривинюк О. П.[джерело?] (у виданні не вказані); за редакцією Кравченко Н. О. | 124      | 34000  | 1958        |
| (14)                               | Гюго В.               | Дев'яносто третій рік                                    | переклад з французької: Маненко І.                                                                                     | 352      | 30000  | 1959        |
| (15)                               | Золя Е.               | Кар'єра Ругонів                                          | |          | 25000  | 1959        |
| (16)                               | Золя Е.               | Завоювання Плассана                                      | | 313      | 25000  | 1959        |
| (17)                               | Лондон Д.             | Залізна п'ята                                            | переклад з англійської: Троцина В.                                                                                     | 239      | 30000  | 1959        |
| (18)                               | Лондон Д.             | Мартін Іден                                              | переклад з англійської: Рябова М.                                                                                      | 335      | 25000  | 1959        |
| (19)                               | Стендаль              | Червоне і чорне                                          | переклад з французької: Старинкевич Є. І.                                                                              | 528      | 30000  | 1959        |
| (20)                               | Нексе М. А.           | Дітте — дитя людське                                     | | 656      | 9000   | 1960        |
| (21)                               | Гольдоні К.           | Комедії                                                  | переклад з італійської: Стешенко І. І.                                                                                 | 332      | 3000   | 1960        |
| (22)                               | Золя Е.               | Здобич                                                   | переклад з французької: Ковтунов І. М.                                                                                 | 308      | 19000  | 1960        |
| (23)                               | Золя Е.               | Черево Парижа                                            | переклад з французької: перекладач не вказаний; за редакцією Черторизької Т. К.                                        | 304      | 23500  | 1960        |
| (24)                               | Сенкевич Г.           | Хрестоносці                                              | переклад з польської: Ковганюк С. П.                                                                                   | 731      | 26000  | 1960        |
| (25)                               | Франс А.              | Повстання ангелів                                        | |          | 15500  | 1960        |
| (26)                               | Чапек К.              | Війна з саламандрами                                     | |          | 21000  | 1960        |
| (27)                               | Золя Е.               | Жерміналь                                                | переклад з французької: Черняхівська В. О.                                                                             | 496      | 17000  | 1961        |
| (28)                               | Лу Сінь               | Вибрані твори                                            | |          | 1500   | 1961        |
| (29)                               | Флобер Г.             | Мадам Боварі                                             | переклад з французької: Лукаш М. О.                                                                                    |          | 15000  | 1961        |
| (30)                               | Чапек К.              | Кракатит                                                 | | 266      | 20000  | 1961        |
| (31)                               | Гюго В.               | Собор Паризької богоматері                               | переклад з французької: Тернюк П. І.                                                                                   |          | 28000  | 1962        |
| (32)                               | Нємцова Б.            | Бабуся                                                   | переклад з чеської: Багмут А. Й.                                                                                       | 240      | 21000  | 1962        |
| (33)                               | Дідро Д.              | Черниця                                                  | | 260      |        | 1963        |
| (34)                               | Твен М., Ворнер Ч. Д. | Позолочений вік                                          | переклад з англійської: Калачевська Н. В., Митрофанов В. І.                                                            | 508      | 30000  | 1963        |
| (35)                               | Жеромський С.         | Провесна                                                 | переклад з польської: Погребна П.                                                                                      | 280      | 19000  | 1965        |
| (36)                               | Свіфт Д.              | Мандри Гуллівера                                         | переклад з англійської: Іванов М. О.[джерело?] (у виданні не вказаний); за редакцією Митрофанова В. І.                 | 292      | 50000  | 1965        |
| (37)                               | Дефо Д.               | Життя й незвичайні та дивовижні пригоди Робінзона Крузо  | переклад з англійської: перекладач не вказаний; за редакцією Хатунцевої О. В.                                          | 496      | 25000  | 1965        |
| (38)                               | Гашек Я.              | Пригоди бравого вояка Швейка                             | переклад з чеської: Масляк С. В.                                                                                       | 703      |        | 1966        |
| (39)                               | Ожешко Е.             | Аргонавти (пол. Argonauci)                               | переклад з польської: Зарва О.                                                                                         | 240      | 30000  | 1966        |
| (40)                               | Веллс Г.              | Війна світів                                             | переклад з англійської: Іванов М. О., Паламарчук Д. Х.                                                                 | 499      |        | 1966        |
| (41)                               | Бласко Ібаньєс В.     | Хатина                                                   | переклад з іспанської: Самійленко В. І.                                                                                | 144      | 30000  | 1967        |
| (42)                               | Їрасек А.             | Скалаки (чеськ. Skaláci)                                 | | 248      | 30000  | 1967        |
| (43)                               | Крашевський Ю. І.     | Хата за селом                                            | переклад з польської: Погребна П.                                                                                      | 316      | 30000  | 1967        |
| (44)                               | Вайлд О.              | Портрет Доріана Грея                                     | переклад з англійської: Доценко Р. І.                                                                                  | 231      | 30000  | 1968        |
| (45)                               | Якобсен Є. П.         | - Пані Марія Груббе (дан. Fru Marie Grubbe) - Нільс Люне | переклад з данської: Сенюк О. Д.                                                                                       | 384      |        | 1969        |
| Видання з нумерацією (книги 46-52) |                       |                                                          | |          |        |             |
| 46                                 | Веллс Г.              | Містер Блетсуорсі на острові Ремполі                     | переклад з англійської: Легкоступ В.; за редакцією Лісняка Ю. Я.                                                       | 240      | 65000  | 1969        |
| 47                                 | Зейдан Д.             | Сестра Харуна ар-Рашіда                                  | | 167      |        | 1969        |
| 48                                 | Арісіма Т.            | Жінка                                                    | | 312      | 65000  | 1970        |
| 49                                 | Доде А.               | Королі на вигнанні (фр. Les Rois en exil)                | переклад з французької: Падурра Г.                                                                                     | 280      | 30000  | 1971        |
| 50                                 | Міксат К.             | Дивний шлюб                                              | переклад з угорської: Томчаній М. І.                                                                                   | 336      | 30000  | 1972        |
| 51                                 | Славич Й.             | - Щасливий млин - Скарб (рум. Comoara)                   | переклад з румунської: Ігнатенко М. А.                                                                                 | 192      | 30000  | 1972        |
| 52                                 | Стрінберг А.          | Червона кімната                                          | переклад зі шведської: Сенюк О. Д.                                                                                     | 447      |        | 1974        |